# Kostéika
 (juillet 2025).
Kostéika (grec moderne : Κωστέικα) est une localité située dans le dème de Naupactie, dans le district régional d'Étolie-Acarnanie, dans la périphérie de Grèce-Occidentale, en Grèce.
Selon le recensement de 2021, elle compte 2 habitants.